# Гульельми, Симон
Симон Гульельми (фр. Simon Guglielmi); (род. 1 июля 1997, Шамбери) — французский профессиональный шоссейный велогонщик, выступающий за команду мирового тура «Groupama-FDJ».

## Достижения
2016
2-й Гран-при Шанталь Бийя — Генеральная классификация
1-й  — Горная классификация
1-й  — Молодёжная классификация
2017
7-й Гент — Вевельгем U23
2018
8-й Крейз Брейз Элит — Генеральная классификация
8-й Париж — Тур U23
2019
1-й  Тур Эльзаса — Горная классификация
8-й Джиро д’Италия U23 — Генеральная классификация
9-й Джиро ди Ломбардия U23